# Starhemberg
Starhemberg – wpływowy ród austriacki, z którego wywodziło się wielu polityków i wojskowych. Ich praojczyzną była Styria. Najbardziej wpływowi byli w XVIII wieku.

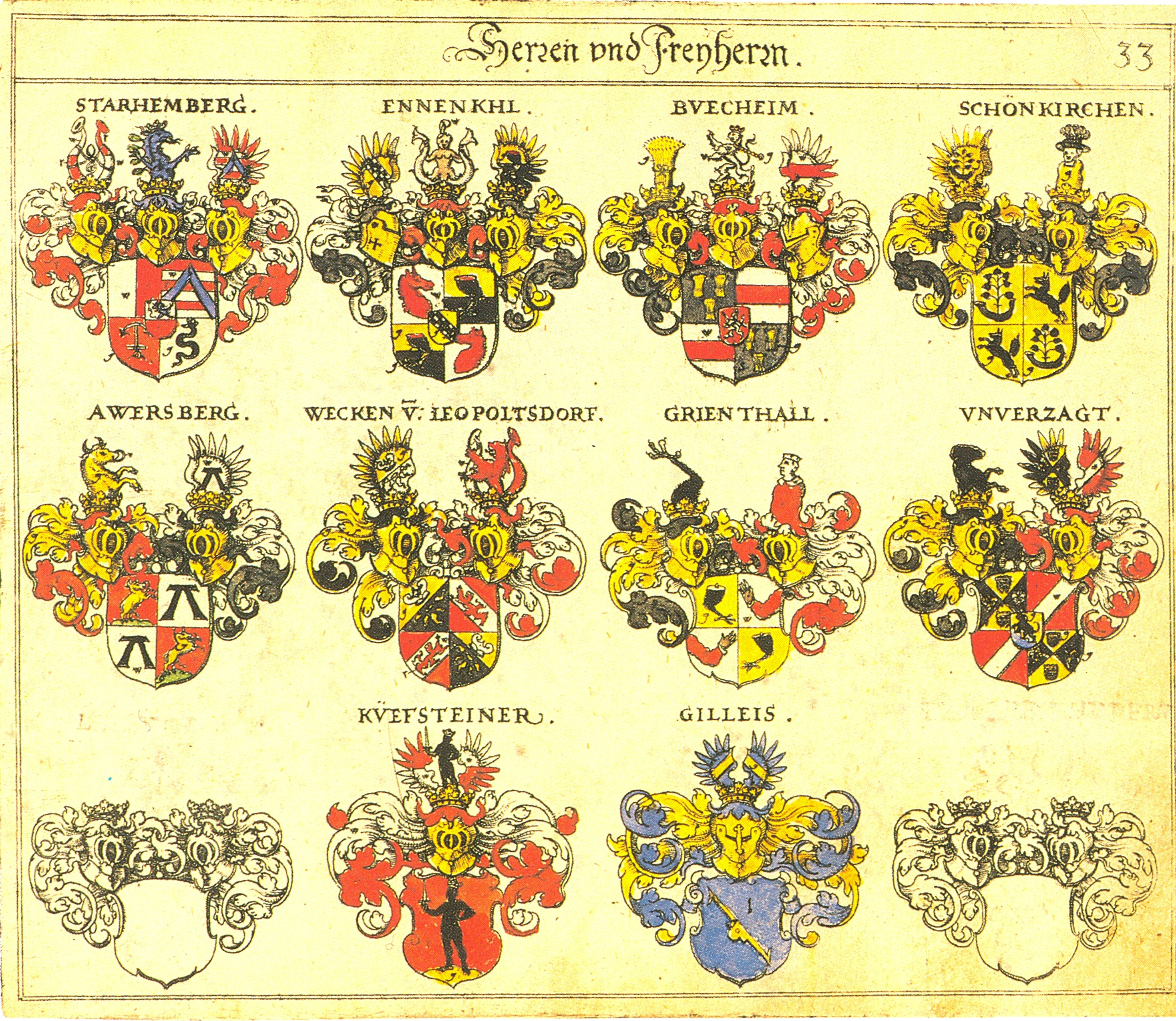
Herb rodowy Starhembergów w herbarzu J. Siebmachera, 1605 - pierwszy z lewej, górny rząd
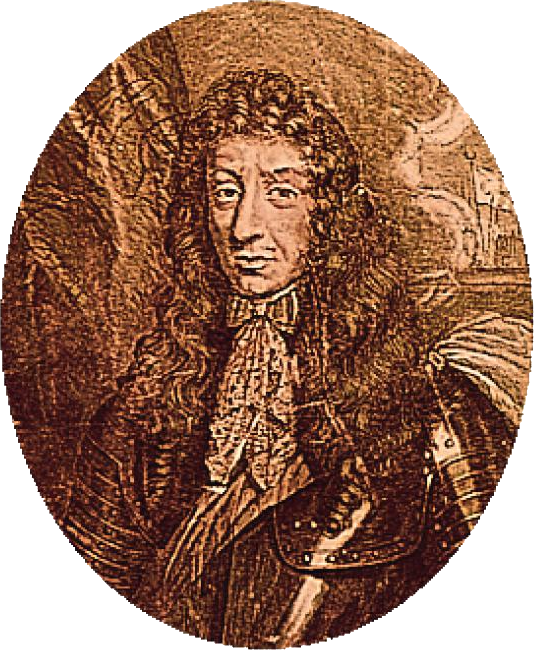
Ernst Rüdiger von Starhemberg
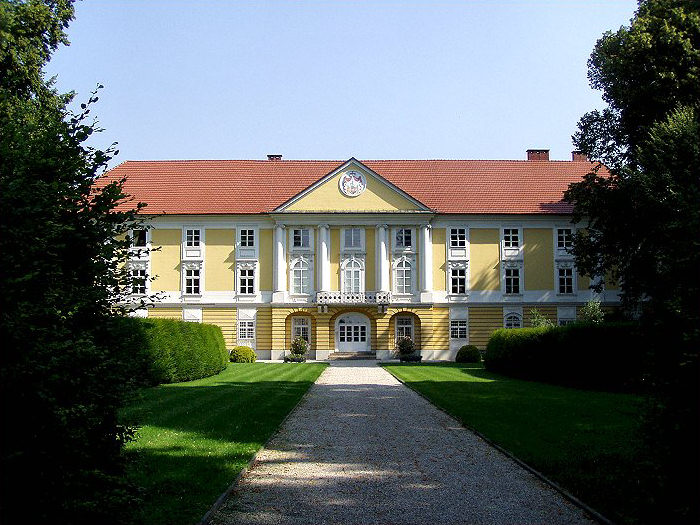
Schloss Starhemberg w Eferding
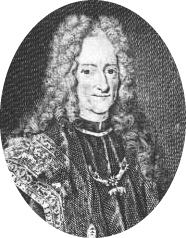
Gundaker Thomas Starhemberg
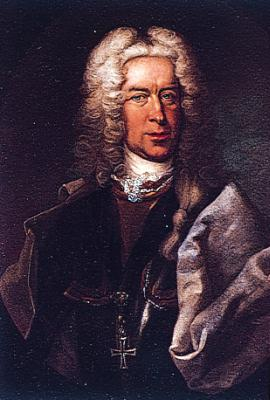
Guido von Starhemberg
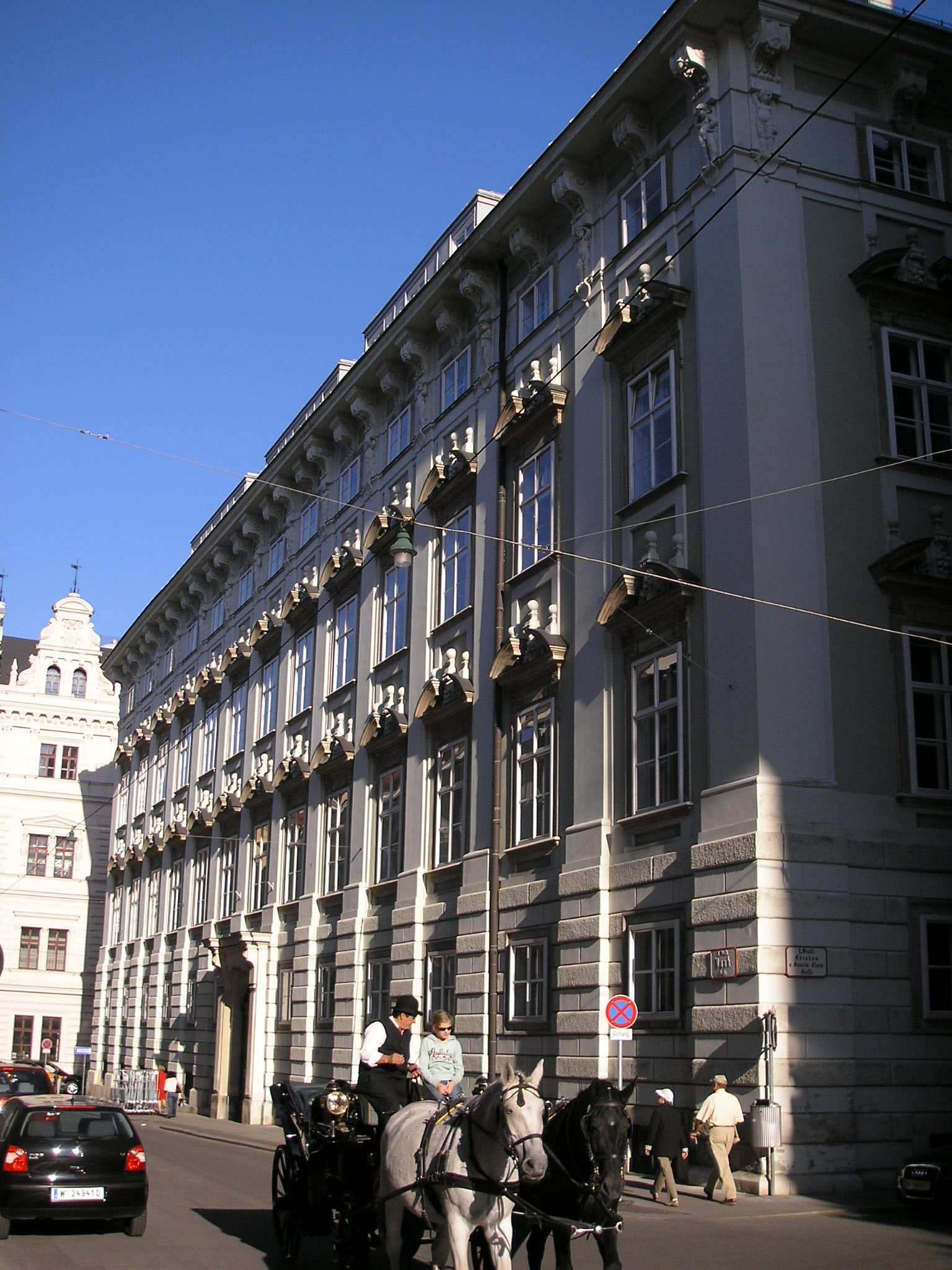
Pałac Starhemberg przy Minoritenplatz

## Znani członkowie rodu

### XIV-XVII wiek
- Eberhard IV von Starhemberg (~1370-1429), arcybiskup Salzburga.
- Ludwig von Starhemberg (1564-1620).
- Gundaker von Starhemberg (1594-1638)
- Juliana Starhemberg, z domu Roggendorf (1574-1633).
- Maximilian Lorenz von Starhemberg (~1640-1689) marszałek cesarski.
- Conrad Balthasar von Starhemberg (1612-1687), austriacki polityk.
- Ernst Rüdiger von Starhemberg (1638-1701) Syn Conrada Balthasara. Generał, obrońca Wiednia z 1683 roku.

### XVIII wiek
- Gundaker Thomas Starhemberg (1663-1745) młodszy brat Ernsta Rüdigera, minister finansów.
- Guido von Starhemberg (1657-1737) kuzyn Ernsta Rüdigera i Gundakera, generał austriacki.
- Franz Anton von Starhemberg, (1681-1743) hrabia, Obersthofmeister arcyksiężnej (potem cesarzowej) Marii Teresy.
- Conrad Sigmund von Starhemberg (zm. 1727), dyplomata austriacki. W latach 1724–1727 ambasador w Wielkiej Brytanii.
- Georg Adam von Starhemberg (1724-1807), dyplomata austriacki. Syn Conrada Sigmunda.
- Ludwig von Starhemberg (1762-1833), dyplomata austriacki. W latach 1793–1810 ambasador w Wielkiej Brytanii. Syn Georga Adama.

### XIX-XX wiek
- Fanny Starhemberg (1875-1943) polityk austriacka.
- Ernst Rüdiger, książę Starhemberg (1899-1956) polityk austriacki.